# Sergio Jáuregui
Sergio Antonio Jáuregui Landivar (ur. 13 marca 1985 w Santa Cruz) – boliwijski piłkarz występujący na pozycji obrońcy. Zawodnik klubu CD San José.

## Kariera klubowa
Jáuregui karierę rozpoczynał w 2002 roku w zespole Blooming. W sezonie 2005 wywalczył z nim mistrzostwo fazy Aoertura. W połowie 2005 roku został wypożyczony do szwajcarskiego klubu Yverdon-Sport FC. W Swiss Super League zadebiutował 16 lipca 2005 roku w przegranym 2:3 pojedynku z Grasshoppers. W barwach Yverdonu rozegrał 3 spotkania. Sezon 2006 spędził na wypożyczeniu z Blooming do The Strongest. W sezonie 2008 wywalczył z Blooming wicemistrzostwo Clausura, a w sezonie 2009 mistrzostwo tej fazy.
W 2011 roku Jáuregui podpisał kontrakt z CD San José.

## Kariera reprezentacyjna
W reprezentacji Boliwii Jáuregui zadebiutował w 2004 roku. W tym samym roku został powołany do kadry na turniej Copa América. Zagrał na nim w meczach z Peru (2:2), Kolumbią (0:1) oraz Wenezuelą (1:1), a Boliwia odpadła z rozgrywek po fazie grupowej.